# 関門連系線

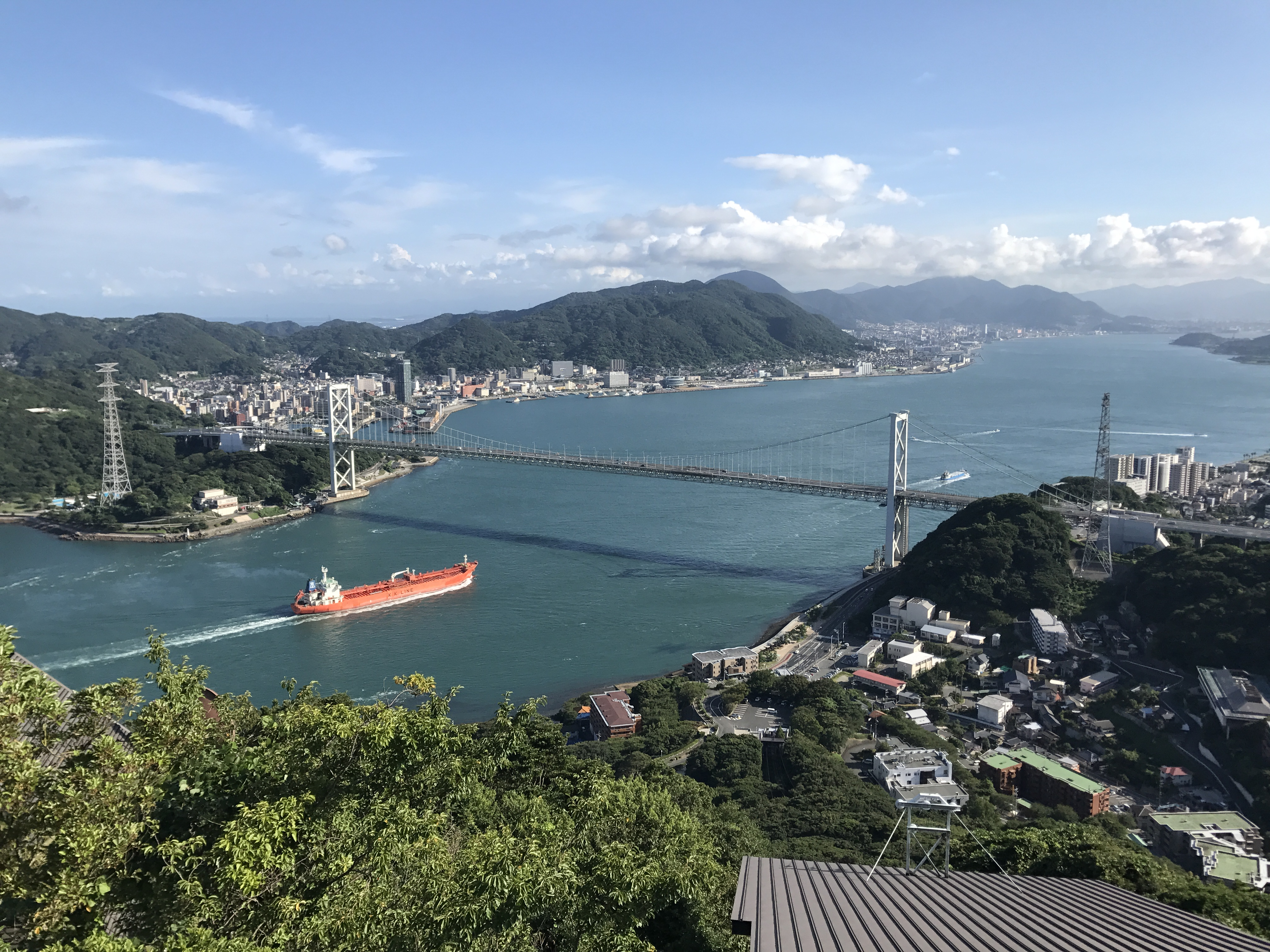
下関市の火の山から見た関門海峡。関門連系線と関門橋は、最も狭い早鞆の瀬戸の上空を横断している。橋の手前側に関門連系線の鉄塔が写っており、左側（北九州市門司区）が第94号鉄塔、右側（下関市）が第95号鉄塔である。

関門連系線（かんもんれんけいせん）は、関門海峡を横断し、九州の電力系統と中国地方の電力系統とを連系する送電線（連系線）である。交流500 kV（50万ボルト）2回線で、長さ（亘長）は64.2 kmである。電源開発（J-POWER）子会社の電源開発送変電ネットワークが所有する。

## 概要
関門連系線は、九州電力送配電の北九州変電所（北九州市小倉南区）と中国電力ネットワークの新山口変電所（山口県美祢市）とを結ぶ500 kV送電線であり、関門橋の北東側に並行する架空線で関門海峡を横断する。2021年時点で、九州と本州とを結ぶ唯一の送電線である。
亘長は、64.2 kmであり、鉄塔は170基ある。
関門海峡横断部は、第93号鉄塔から第96号鉄塔までの亘長1,872 mである。北九州市門司区の第93号鉄塔と下関市の第96号鉄塔が引留鉄塔であり、両鉄塔間に張り渡した電線の途中を懸垂鉄塔である第94号鉄塔と第95号鉄塔で吊り上げる構造となっている。第94号鉄塔と第95号鉄塔の間（径間998 m）に関門海峡がある。海峡上の電線は、最も低い部分でも海面から70.28 mある。これは、隣接する関門橋の海面からの高さ63 mに、保安離隔距離7.28 mを加えた値であり、関門橋の下を通過できる船舶は、関門連系線の下も通過できるように設計された。

## 歴史

### 関門連絡線
関門連絡線は、関門海峡を最初に横断した送電線であった。日本発送電が関門鉄道トンネル内に20 kVケーブルを設置し、1945年（昭和20年）6月、三菱鉱業（現・三菱マテリアル）上山田炭鉱に60 Hzで送電を開始した。

### 関門幹線
関門幹線は、福岡県小倉市（現・北九州市小倉南区）の西谷変電所と山口県の長門変電所とを結んだ亘長30.23 kmの110 kV送電線であった。日本発送電が所有した。1945年（昭和20年）12月に完成し、本州の余剰電力を北部九州に送ることができるようになった。海峡横断部の高さは海面から56 mであり、大型船の通過に支障があった。
1951年5月、電気事業再編成により、日本発送電は解体され、関門幹線は九州電力が引き継いだ。

### 新関門幹線
新関門幹線は、九州電力の西谷変電所と中国電力の山口変電所（山口県宇部市）とを結んだ送電線であった。九州電力が所有した。1960年7月に110 kV・1回線で運用を開始し、1962年3月、220 kVに昇圧された。海峡横断部は径間888 mの架空線であり、海面からの高さは71 mであった。その後、増設工事が行われ、1963年12月、220 kV・2回線で運用を開始した。

### 関門連系線
電源開発は、1963年頃から、海外炭を燃料とする大型火力発電所の構想を温めてており、調査を進めていた。石油危機を契機として、この構想をついに実現に移すことになり、長崎県からの要望を受け、同県西彼杵郡大瀬戸町松島の松島炭鉱跡地に発電所を建設することになった。これが松島火力発電所である。
当時、九州では特に電力が不足しているわけではなかったため、松島火力発電所で発生する電気は、50%を中国電力が購入し、10%を四国電力が購入することになった。松島火力発電所で発生する電気を中国・四国地方に送電するためには、従来の新関門幹線の容量では不足であった。このため、1975年9月、中央電力協議会において、松島火力発電所の開発計画の決定に併せ、西日本の500 kV連系計画を決定した。
西日本の500 kV連系計画のうち、関門連系線は、電源開発が建設主体となり、1980年5月、完成した。同年2月には、中部電力と関西電力との間の連系線（当時の西部南京都線、現在の三重東近江線）が500 kVに昇圧されており、3月には、関西電力と中国電力との間の連系線（西播東岡山線）が500 kVに昇圧されていた。500 kV関門連系線の運転開始により、中部・関西・中国・九州の四つの電力系統を数珠つなぎにする500 kV連系線が完成した。
2016年から2019年にかけて、関門連系線の海峡部分の電線を張り替えた。
2020年4月、関門連系線は、電源開発から100%子会社の電源開発送変電ネットワークに移管された。